# Jens Madsen (pomocnik)
Jens Christian Madsen (ur. 1 lutego 1970 w Kopenhadze) – duński piłkarz występujący na pozycji pomocnika.

## Kariera klubowa
Madsen karierę rozpoczynał w 1987 roku w Køge BK. W 1988 roku do zespołu Brøndby IF. Trzy razy zdobył z nim mistrzostwo Danii (1988, 1990, 1991), a także dwa razy Puchar Danii (1989, 1994). W 1994 roku odszedł do Aalborga, z którym w sezonie 1994/1995 wywalczył mistrzostwo Danii. W 1997 roku przeszedł do Herfølge BK. W sezonie 1999/2000 zdobył z nim mistrzostwo Danii. W kolejnych latach Madsen grał w szkockim Livingston, greckiej Skodzie Ksanti, a także ponownie w Herfølge BK, gdzie w 2002 roku zakończył karierę.

## Kariera reprezentacyjna
Madsen występował w reprezentacji Danii na szczeblach U-17, U-19 oraz U-21. W 1992 roku jako zawodnik kadry U-21 wziął udział w Letnich Igrzyskach Olimpijskich, zakończonych przez Danię na fazie grupowej.